# 柄頭
柄頭（つかがしら、英: pommel）とは、刀や剣に装着する刀剣装具。把頭とも。

## 概要
刀・剣身の柄端に合わせられる装具で、刃の切っ先と正反対の位置にあたる金属製の部品。
古墳時代には蕨手刀や立鼓柄刀など柄頭に意匠を施した刀が登場し、後には金銀製で儀仗用の装飾付大刀（飾大刀）の外装に用いられた。特に装飾付大刀は柄頭の形態から環頭大刀や円頭大刀などに分類される。
日本刀では、刀によって先端の丸いものと円柱状の物があり、模様があることもある。これも刀によって違い、模様自体無いことも多い。
柄糸の結び目を覆うことで接触で解けることを防ぎ、美術的に不恰好な結び目を隠している。また、縁金と共に本来２つに分かれている柄を結束させる効果がある。縁金と違い、目釘を外して分解しても柄糸を解くか切るかしない限り取ることはできない。
縁金と柄頭をあわせて、縁頭とよぶこともある。